# Fort Everdingen
Fort Everdingen is een fort dat gelegen is op de grens tussen de Nederlandse gemeenten Vijfheerenlanden (provincie Utrecht) en Culemborg (provincie Gelderland). Het is een onderdeel van de Nieuwe Hollandse Waterlinie en vormt samen met Fort Honswijk het Lek-acces. Het fort is vernoemd naar het naburige dorp Everdingen.

## Geschiedenis
Het torenfort werd gebouwd tussen 1842 en 1847 op de plek waar de Lekdijk en Diefdijk samenkomen. In 1874 werd het torenfort ingrijpend gewijzigd. De kwetsbare frontzijde werd grotendeels omgeven door een contrescarpgalerij. Dit is een metersdikke aarden wal met in de basis een bakstenen galerij van twee verdiepingen. Dit bood extra ruimte voor de legering van soldaten en de opslag van materieel. Er was ook een poterne, die de manschappen gebruikten om direct de frontwal te bereiken. In 1877 kwamen twee grondgedekte gebouwen, gebouw A en B, gereed. Deze tellen drie verdiepingen; op de bovenste verdieping stonden kanonnen gestald en op de onderste verdieping lag de munitie opgeslagen. Drie jaar later werd een fortwachterswoning opgeleverd.
Bij het fort liggen drie sluizen voor de inundatie van de polder tussen de Diefdijk en Culemborg. De meest opvallende is de beersluis, een combinatie van een inlaatsluis en een beer, aan de oostzijde van het fort, die samen met de waaiersluis van Werk aan het Spoel werd gebruikt voor de inundatie.
In de omgeving van het fort zijn nog restanten te vinden van de mobilisaties van 1914-1918 en 1939-1940, waaronder een aantal groepsschuilplaatsen type P en een kogelvanger.

### Gebruik van het fort
Vanaf de jaren vijftig van de 20e eeuw maakte de Explosievenopruimingsdienst Defensie (EOD) gebruik van het complex. Het fort werd gebruikt als magazijn voor munitie en springstof en in de toren waren leslokalen en een expositieruimte voor de explosievenopruimers-in-opleiding. Zij konden daarnaast oefenen in het opsporen van explosieven op een van de grasvelden van het fortterrein. Na de verhuizing van de EOD naar de Sergeant-majoor Scheickkazerne in Soesterberg werd het fort in 2014 overgedragen aan het Ministerie van Economische Zaken.
De toenmalige gemeente Vianen zegde toe om 300.000 euro beschikbaar te stellen voor restauratie. Tevens werd een Stichting Fort Everdingen in het leven geroepen die zich bezighoudt met de toekomstige inrichting, gebaseerd op het uitgangspunt 'behoud door ontwikkeling'.
In 2014 heeft de Rijksoverheid onderzoek gedaan naar een passende functie voor het fort, waarbij de toegankelijkheid voor bezoekers en behoud van het militaire erfgoed belangrijke aandachtspunten zijn. Achttien ondernemingen dienden plannen in voor ingebruikname en ontwikkeling van het 12 hectare grote terrein met in totaal 23 gebouwen. Eind 2014 werd bekendgemaakt dat het fort aan Speciaalbierbrouwerij Duits & Lauret was toegewezen. De onderneming vestigde er een brouwerij en ontplooide er een aantal verwante, maar ook andersoortige activiteiten.

## Naslagwerk
- Chris Will, Hollandse Waterlinie Erfgoedreeks: Fort bij Everdingen, Stokerkade cultuurhistorische uitgeverij, Amsterdam